# Euphoresia trisquamosa
Euphoresia trisquamosa är en skalbaggsart som beskrevs av Louis Burgeon 1942. Euphoresia trisquamosa ingår i släktet Euphoresia och familjen Melolonthidae. Inga underarter finns listade i Catalogue of Life.